# ツノダシ
ツノダシ（角出、学名：Zanclus cornutus）は、ツノダシ科に分類される魚の一種。ツノダシ科唯一の現生種で、ツノダシ属は本種のみから成る単型である。インド太平洋のサンゴ礁に生息する。

## 分類
1758年にカール・フォン・リンネの『自然の体系』第10版の中で Chaetodon cornutus として初めて正式に記載され、タイプ産地はインド洋とされた。1831年にジョルジュ・キュヴィエは単型のツノダシ属を設立し、本種を分類した。1876年にピーター・ブリーカーは単型のツノダシ科を提唱した。従来スズキ目に分類されていたが、『Fishes of the World』第5版では、ニザダイ目のニザダイ亜目に分類されている。ニザダイ科に分類する意見もあるが、尾柄に棘が無いことが明らかな違いである。始新世に存在した絶滅属である Eozanclus は本種とニザダイ科の中間に位置すると考えられている。

## 名称
「Moolish idol (ムーア人の偶像)」という変わった英名は、東南アジアの一部地域で漁師がこの魚に敬意を表し、捕まえたら放し、その後にお辞儀をして敬意を表すことによるという。ただしムーア人と呼ばれたベルベル人の住むモロッコには分布していない。属名は古代ギリシア語の「zanklon(鎌)」に由来し、長く湾曲した背鰭を示している。種小名は「角のある」という意味で、目の上にある小さな角状突起を指す。

## 形態

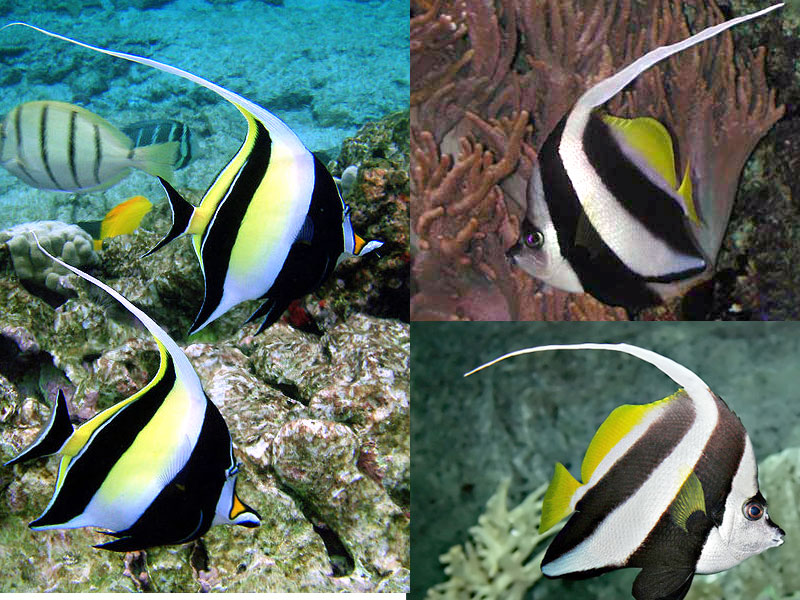
左がツノダシ、右上がムレハタタテダイ、右下がハタタテダイ

体は側扁した円形で、吻は細長く突出しており、比較的高い位置にある目の上には一対の小さな角状突起がある。口は小さく、多くの長い剛毛のような歯が生えている。前鰓蓋骨や尾柄に棘や鋸歯縁は無い。背鰭は6-7棘と39-45軟条から成り、第3棘は糸状に伸長する。臀鰭は3棘と31-37軟条から成る。体長は25cm程度。地色は白色で、2本の幅広く黒い横縞が入り、体の後端は黄色みがかり、吻部には黒く縁取られた黄色い鞍型の模様がある。尾鰭は黒く、後縁は白く縁取られる。チョウチョウウオ科のハタタテダイやムレハタタテダイに似るが、口吻の形と模様、目の位置、尾鰭の色などで区別できる。

## 分布と生息地
ソマリアから南アフリカのアフリカ大陸東海岸から、ハワイ諸島とイースター島まで、インド太平洋に広く分布する。カリフォルニア湾南部からペルーまでの東太平洋、ガラパゴス諸島やココ島などの島々でも見られる。日本では青森県から九州南岸までの太平洋岸、伊豆・小笠原諸島、琉球列島に分布する。濁ったラグーン、岩礁やサンゴ礁の浅瀬に生息する。生息水深は表層から182m。

## 生態
海綿動物、サンゴのポリプ、ホヤ、エビなど底生の無脊椎動物を食べる。通常は2-3匹で底付近を遊泳しているが、単独で生活したり、大きな群れを作ることもある。幼魚は長い間浮遊生活を行い、これが広範囲に分布し地理的に均一な理由である。雄雌は水中に精子と卵を放出し、受精卵は海流に乗って漂っていく。

## 人との関わり
食用として流通することはほとんど無く、観賞魚とされている。飼育は難しく、容積380Lを超える大きな水槽を必要とし、食欲旺盛で気性も荒い場合がある。非常に好き嫌いが激しく、すぐに餌に慣れることもあれば、全く慣れずに弱ってしまうこともある。

### 文化
映画『ファインディング・ニモ』にはギルという名のツノダシが登場しており、続編の『ファインディング・ドリー』のポストクレジットシーンにも登場している。